# 柴田芳三
柴田 芳三（しばた よしぞう、1898年（明治31年）5月3日 - 1965年（昭和40年）9月14日）は、大日本帝国陸軍軍人。最終階級は陸軍少将。

## 経歴
1898年（明治31年）に三重県で生まれた。陸軍士官学校第32期、陸軍大学校第43期卒業。1939年（昭和14年）9月に支那派遣軍参謀に就任し、日中戦争に出動。1940年（昭和15年）5月15日に参謀本部庶務課長に就任し、8月1日に陸軍歩兵大佐に進級した。1942年（昭和17年）3月に歩兵第68連隊長（第11軍・第3師団・歩兵第5旅団）に転じ、中国戦線に復帰。
1943年（昭和18年）3月に参謀本部教育課長となり、内地に帰還。1944年（昭和19年）3月1日に参謀本部総務課長に転じ、8月1日に陸軍少将に進級した。1945年（昭和20年）7月5日に第13方面軍参謀長兼東海軍管区参謀長に就任し、名古屋で本土決戦に備える中で終戦を迎えた。
1947年（昭和22年）11月28日、公職追放仮指定を受けた。